# Dorfkirche Schönfeld (Uckermark)

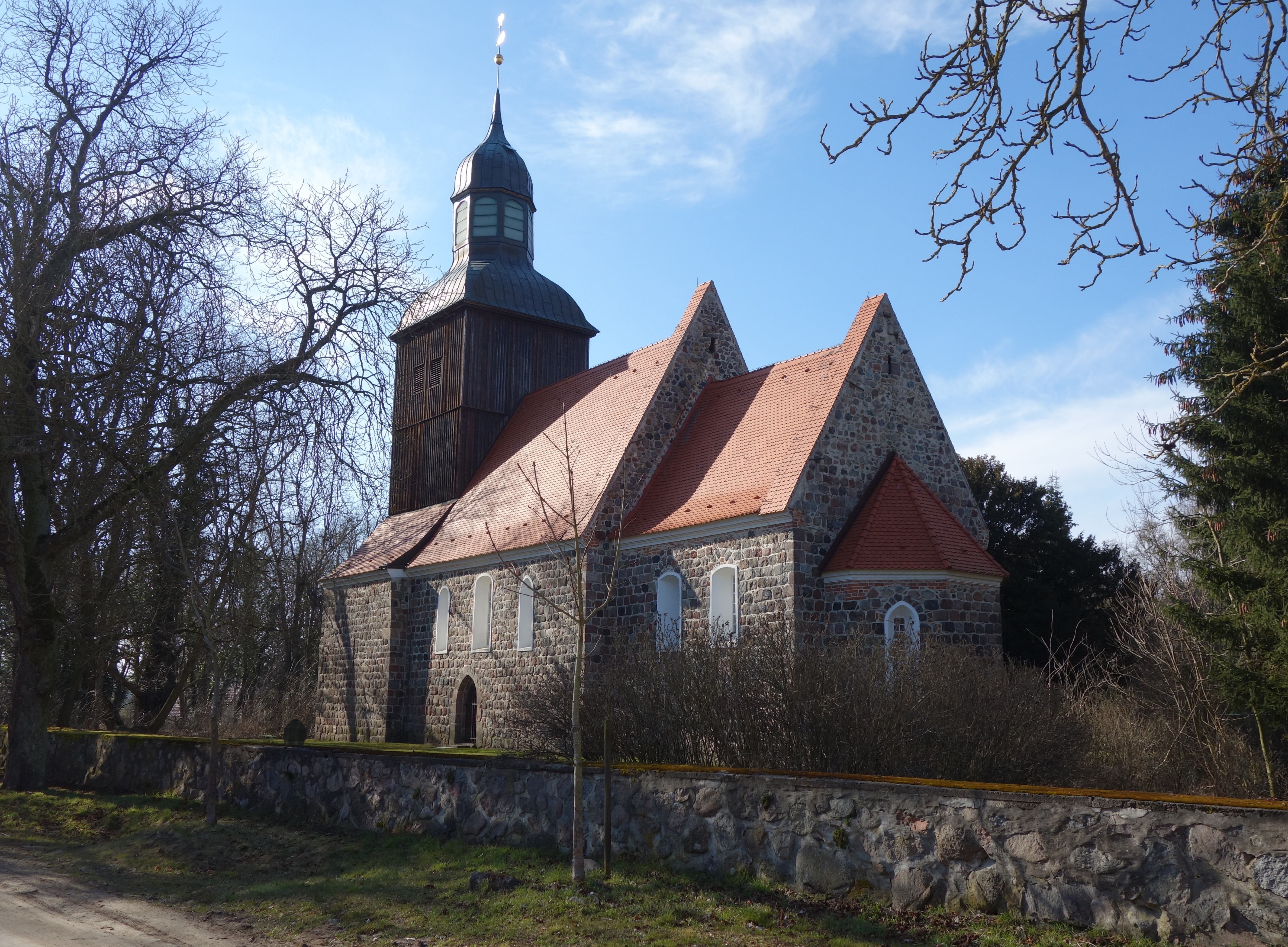
Dorfkirche Schönfeld (Uckermark)

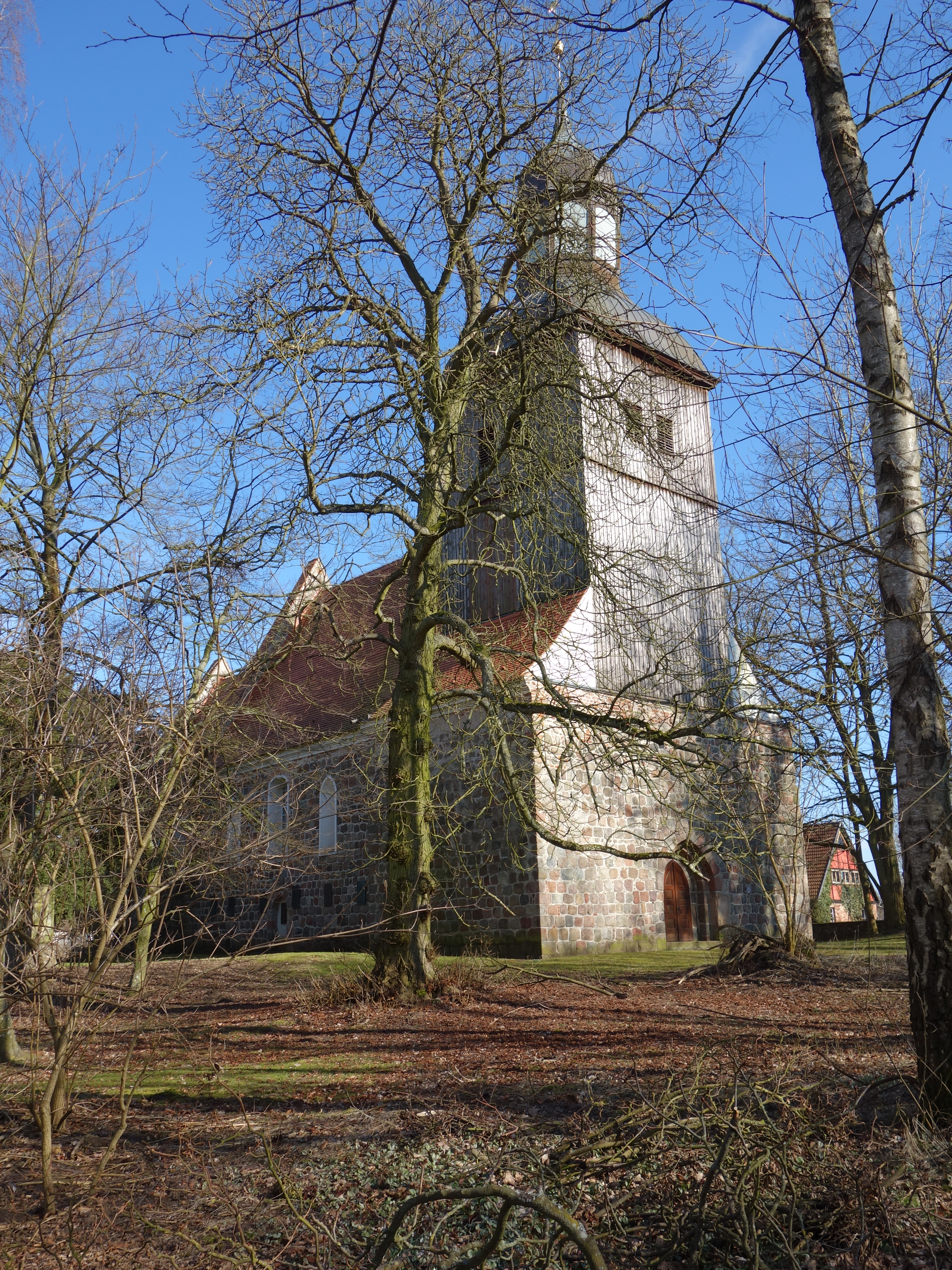
Nordwestansicht

Die evangelische Dorfkirche Schönfeld ist eine gotische Saalkirche in Schönfeld im Landkreis Uckermark in Brandenburg. Sie gehört zur Kirchengemeinde Schönfeld im Kirchenkreis Uckermark der Evangelischen Kirche Berlin-Brandenburg-schlesische Oberlausitz und kann nach Anmeldung besichtigt werden.

## Geschichte und Architektur
Die Kirche Schönfeld ist ein stattlicher Feldsteinsaal mit breiterem Westturm, eingezogenem Chor und polygonaler Apsis aus der zweiten Hälfte des 13. Jahrhunderts. Der hölzerne quadratische Turmaufsatz mit Haube und Laterne stammt aus dem Jahr 1727, gleichzeitig wurden die ursprünglich sehr schmalen Fenster korbbogig verbreitert. Nach längerer Gefährdung der Kirche durch Schwammbefall erfolgte in den Jahren 1991/1992 eine vollständige Restaurierung, wobei auch der Turmaufsatz erneuert und die ursprünglich offene Laterne zugesetzt wurde. Ein zweifach gestuftes Westportal und ein gestuftes Südportal erschließen das Bauwerk, weitere Portale im Süden und Norden sind vermauert. Im Norden sind Reste einer Sakristei erkennbar. Innen wird das Bauwerk mit Balkendecken abgeschlossen; ein spitzbogiger Triumphbogen gliedert das Innere. Die innen halbrunde Apsis ist mit einer Kalotte geschlossen. Der ehemals tonnengewölbte Turmraum ist mit drei vermauerten spitzbogigen Öffnungen zum Schiff geöffnet (wie auch in den Kirchen von Göritz, Hetzdorf, Lindenhagen und Schmölln), in der größeren mittleren ist ein Fenster eingesetzt. Unter dem Turm liegt eine Gruft aus dem 19. Jahrhundert. Der Altar wurde Anfang des 20. Jahrhunderts zuletzt restauriert und bedarf im Jahr 2020 erneut einer Restaurierung. Neben Schmutzablagerungen sind Malschichtabplatzungen und Substanzverluste aufgetreten.

## Ausstattung

### Renaissancealtar
Das Hauptstück der Ausstattung ist ein hölzernes dreigeschossiges Altarretabel aus der ersten Hälfte des 17. Jahrhunderts. Er gilt auf Grund seiner Farbenpracht, der Ikonografie und Darstellungsweise als „Kleinod“. Der Ort war über viele Jahrhunderte im Besitz der Familie von Berg. Zwar gibt es bislang keine schriftlichen Quellen zum Retabel, ist es ist jedoch sehr wahrscheinlich, dass sie als Patron auch der Stifter waren. Demzufolge könnte der Altaraufsatz zu einer Zeit in die Uckermark gekommen sein, noch bevor der Dreißigjährige Krieg im Jahr 1626 die Region erreichte.
Der Altar besitzt einen dreigeschossigen Aufbau. In der Breite der Mensa ist der Spruch „Kommet her zu mir alle, die ihr mühselig und beladen seid!“ angebracht. Darüber ist in der Predella mittig ein Relief zu sehen, dass das Abendmahl Jesu zeigt. Zwei weitere Holzreliefs neben der Predella zeigen links die Beichte sowie rechte die Austeilung des Abendmahls. Beide Reliefs wurden vollplastisch gearbeitet und zeigen die noch um 1600 verwendete reiche liturgische Kleidung. Das Altarblatt zeigt die Kreuzigung Christi mit Maria und Johannes, seitlich mit Mose und den Gesetzestafeln sowie rechts die Taufe Christi durch Johannes. Als selten gilt dabei die Darstellung von Mose, da die ersten drei Gebote vor ihm liegen und er nur noch die Gebotstafeln fünf bis zehn in seinen Händen hält. Im Aufsatz ist die Auferstehung Jesu Christi umgeben von den Evangelisten Matthäus mit dem Engel und Markus mit dem Löwen dargestellt. Experten vermuten, dass auch die beiden weiteren Evangelisten Lukas und Johannes als Freifiguren rechts und links auf dem Hauptsims gestanden haben könnten. Oberhalb der Evangelisten sind der Pelikan und Schwan als Zeichen des Selbstopfers Jesu abgebildet. Den oberen Abschluss bildet ein Kreuz mit Strahlenglorie, davor knien zwei Rückenfiguren (vermutlich Evangelisten). Der Förderkreis Alte Kirchen Berlin-Brandenburg zeigt auf, dass die Darstellung der Beichte sowie die Austeilung des Abendmahls „außergewöhnlich“ sei: Die Szenen beziehen sich inhaltlich aufeinander, da die Privatbeichte im 17. Jahrhundert „noch eine Vorbedingung für die Teilnahme am Abendmahl“ gewesen sei. Der Förderkreis geht dennoch davon aus, dass beide Darstellungen bewusst gewählt wurden. Sie könnten mit dem Übertritt des Kurfürsten Johann Sigismund zur Reformation an Weihnachten 1613 zusammenhängen.
Wer den Altar geschaffen hat, ist bislang nicht bekannt. Allerdings konnten für die vertikale Hauptbildreihe die als Vorlage genutzten Druckgraphiken identifiziert werden. Die drei Illustrationen wurden vom flämischen Maler Marten de Vos (1532–1603) entworfen, vom ebenfalls flämischen Kupferstecher Hieronymus Wierix umgesetzt und von Hans van Luyck verlegt. Die Werke wurden anonym nachgestochen, erneut zunächst von van Luyck, später von Claes Janszoon Visscher verlegt. Im Vergleich zu den Originalen fallen einige Unterschiede auf. Die Darstellung Abendmahls ist im Original ein hochrechteckiger Stich, der vom Bildhauer in das Querformat umgesetzt wurde. Er verzichtete dabei auf die Tiefenwirkung des Raumes sowie auf einen Diener, der Speisen herbeibringt und fügte stattdessen eine Sitzdecke hinzu. Bei der Kreuzigungsszene wurde das Lendentuch und die Beinhaltung gegenüber dem Original verändert. Experten bezweifeln, dass der regenbogenfarbige Hintergrund der ursprünglichen Fassung entspricht. Bei der Auferstehungsszene wurden an Stelle des Kreuzes auf einer Fahne die Buchstaben IHS verwendet. Das Relief der Taufe entspricht weitgehend dem Original, stammt jedoch aus einer anderen Serie. Diese entstand in den Jahren 1582 bis 1584 vom flämischen Kupferstecher Jan Sadeler (1550–1600), der ebenfalls nach Vorlagen von de Vos arbeitete.
Der Altar befindet sich im Jahr 2021 in keinem guten Gesamtzustand: Auf den Oberflächen haben sich mehrere Schmutzschichten abgelagert, hinzu kommen Substanzverluste und Farbabplatzungen. Der Förderkreis empfiehlt eine baldige Restaurierung.

### Weitere Kirchenausstattung
Die hölzerne Kanzel aus der zweiten Hälfte des 17. Jahrhunderts ist mit erneuerten Evangelistenbildern versehen. Zwei Holzfiguren aus dem 17. Jahrhundert stellen weibliche, vermutlich allegorische Gestalten dar. Das Patronats- und Gemeindegestühl stammt aus der zweiten Hälfte des 18. Jahrhunderts. Ein silbervergoldeter Kelch stammt aus der Zeit um 1400.
Die Orgel ist ein Werk eines unbekannten Orgelbauers aus dem Jahr 1730 mit heute vier Registern auf einem Manual und angehängtem Pedal. Sie stammt aus der Kirche Nechlin und wurde 1975 durch Ulrich Fahlberg in die Kirche St. Peter und Paul (Wusterhausen/Dosse) versetzt und 1993 ebenfalls durch Fahlberg wieder zurückgebracht, wobei alle Register außer Gedackt 8′ erneuert wurden, so dass keine originalen Pfeifen von 1730 mehr erhalten sind.